# Persone di nome Gaetano
| Questa pagina contiene informazioni ricavate automaticamente dalle voci biografiche con l'ausilio del template Bio e di un bot. L'aggiornamento è periodico e automatico e ricostruisce completamente la pagina. Se manca una persona in questa lista, sei pregato di non aggiungerla, ma accertati piuttosto che la sua voce biografica contenga il template Bio e che i dati anagrafici siano correttamente compilati. Se il template Bio manca, inseriscilo tu stesso o, in alternativa, metti l'avviso {{tmp\|Bio}} che ne segnala la mancanza. Se i dati riportati sono sbagliati, correggi direttamente la voce biografica; le modifiche saranno visibili in questa lista entro pochi giorni. Per chiarimenti vedi il progetto antroponimi. La lista contiene solo le 614 persone che sono citate nell'enciclopedia e per le quali è stato implementato correttamente il template Bio. Pagina aggiornata al 22 lug 2025. |

Questa è una lista di persone presenti nell'enciclopedia che hanno il nome Gaetano, suddivise per attività principale.

## Abati(3)
- Gaetano Maccà, abate e storico italiano (Sarcedo, n. 1740 - Vicenza, † 1824)
- Gaetano Palombi, abate e poeta italiano (Chiavano, n. 1755 - † 1826)
- Gaetano Zumbo, abate e scultore italiano (Siracusa, n. 1656 - Parigi, † 1701)

## Agronomi(2)
- Gaetano Cantoni, agronomo e politico italiano (Milano, n. 1815 - Milano, † 1887)
- Gaetano Pasqui, agronomo italiano (Forlì, n. 1807 - Forlì, † 1879)

## Allenatori di calcio(9)
- Gaetano Auteri, allenatore di calcio e ex calciatore italiano (Floridia, n. 1961)
- Gaetano Berardi, allenatore di calcio e ex calciatore svizzero (Sorengo, n. 1988)
- Gaetano Caridi, allenatore di calcio e ex calciatore italiano (Mosorrofa, n. 1980)
- Gaetano D'Agostino, allenatore di calcio e ex calciatore italiano (Palermo, n. 1982)
- Gaetano Fontana, allenatore di calcio e ex calciatore italiano (Catanzaro, n. 1970)
- Gaetano Montenegro, allenatore di calcio e ex calciatore italiano (Potenza, n. 1947)
- Gaetano Musella, allenatore di calcio e calciatore italiano (Napoli, n. 1960 - Finale Ligure, † 2013)
- Gaetano Salvemini, allenatore di calcio e calciatore italiano (Molfetta, n. 1942 - Guastalla, † 2024)
- Gaetano Vastola, allenatore di calcio e ex calciatore italiano (Pompei, n. 1978)

## Allenatori di pallacanestro(1)
- Gaetano Gebbia, allenatore di pallacanestro italiano (Catania, n. 1957 - Reggio Calabria, † 2024)

## Alpinisti(1)
- Gigi Panei, alpinista italiano (Sant'Anatolia, n. 1914 - Courmayeur, † 1967)

## Ammiragli(2)
- Gaetano Catalano Gonzaga, ammiraglio italiano (Napoli, n. 1893 - Roma, † 1977)
- Gaetano Chierchia, ammiraglio italiano (Napoli, n. 1850 - Roma, † 1922)

## Anarchici(3)
- Gaetano Bresci, anarchico italiano (Prato, n. 1869 - Isola di Santo Stefano, † 1901)
- Gaetano Di Bartolo Milana, anarchico e antifascista italiano (Terranova di Sicilia, n. 1902 - Gela, † 1984)
- Gaetano Montresor, anarchico italiano (San Pietro in Cariano, n. 1901 - Mauthausen, † 1941)

## Anatomisti(1)
- Gaetano Gandolfi, anatomista e veterinario italiano (Bologna, n. 1776 - Bologna, † 1819)

## Antifascisti(1)
- Gaetano Perillo, antifascista italiano (Genova, n. 1897 - Genova, † 1975)

## Arbitri di calcio(1)
- Gaetano Mascali, arbitro di calcio italiano (Linguaglossa, n. 1938 - Desenzano del Garda, † 2011)

## Archeologi(2)
- Gaetano Chierici, archeologo, etnologo e presbitero italiano (Reggio nell'Emilia, n. 1819 - Reggio nell'Emilia, † 1886)
- Gaetano d'Ancora, archeologo, filologo e grecista italiano (Napoli, n. 1751 - Napoli, † 1816)

## Architetti(13)
- Gaetano Aliberti, architetto e decoratore italiano (Livorno, n. 1888 - Roma, † 1961)
- Gaetano Baccani, architetto italiano (Firenze, n. 1792 - Firenze, † 1867)
- Gaetano Barba, architetto e ingegnere italiano (Napoli, n. 1730 - Napoli, † 1806)
- Gaetano Besia, architetto italiano (Milano, n. 1791 - Milano, † 1871)
- Gaetano Cantoni, architetto svizzero (Muggio, n. 1745 - Genova, † 1827)
- Gaetano Chiaveri, architetto italiano (Roma, n. 1689 - Foligno, † 1770)
- Gaetano Cima, architetto italiano (Cagliari, n. 1805 - Cagliari, † 1878)
- Gaetano Genovese, architetto e decoratore italiano (Eboli, n. 1795 - Napoli, † 1875)
- Gaetano Gherardi, architetto italiano (Firenze, n. 1799 - † 1891)
- Gaetano Koch, architetto italiano (Roma, n. 1849 - Roma, † 1910)
- Gaetano Moretti, architetto italiano (Milano, n. 1860 - Milano, † 1938)
- Gaetano Matteo Pisoni, architetto svizzero (Ascona, n. 1713 - Locarno, † 1782)
- Gaetano Rapisardi, architetto italiano (Siracusa, n. 1893 - Roma, † 1988)

## Artigiani(1)
- Gaetano Cari, artigiano italiano

## Artisti(4)
- Gaetano Mastellari, artista italiano (Bologna, n. 1822 - Parma, † 1890)
- Gaetano Meo, artista e modello italiano (Tricarico, n. 1849 - Londra, † 1925)
- Gaetano Ognibene, artista italiano (Palermo, n. 1761 - † 1819)
- Gaetano Savini, artista, cartografo e storico italiano (Ravenna, n. 1850 - Pesaro, † 1917)

## Astronomi(1)
- Gaetano Cacciatore, astronomo italiano (Palermo, n. 1814 - Palermo, † 1889)

## Atleti paralimpici(1)
- Gaetano Schimmenti, atleta paralimpico italiano (Ancona, n. 1994)

## Attivisti(1)
- Gaetano Grasso, attivista e politico italiano (Capo d'Orlando, n. 1958)

## Attori(14)
- Gaetano Amato, attore, scrittore e politico italiano (Castellammare di Stabia, n. 1957)
- Gaetano Aronica, attore italiano (Agrigento, n. 1963)
- Gaetano Bruno, attore italiano (Palermo, n. 1973)
- Gaetano Carotenuto, attore italiano (Catanzaro, n. 1969)
- Gaetano Colella, attore e sceneggiatore italiano (Mola di Bari, n. 1978)
- Gaetano D'Amico, attore italiano (Mede, n. 1962)
- Gaetano Liguori, attore, produttore teatrale e regista italiano (Napoli, n. 1955)
- Gaten Matarazzo, attore statunitense (New London, n. 2002)
- Gaetano Quartararo, attore, sceneggiatore e regista italiano
- Gaetano Rampin, attore e mimo italiano (Padova, n. 1936 - Padova, † 2020)
- Gaetano Russo, attore italiano (Acireale, n. 1950)
- Tony Sperandeo, attore italiano (Palermo, n. 1953)
- Gaetano Varcasia, attore, doppiatore e regista teatrale italiano (Roma, n. 1959 - Roma, † 2014)
- Gaetano Verna, attore e doppiatore italiano (Faenza, n. 1900 - Bologna, † 1958)

## Attori teatrali(7)
- Gaetano Bazzi, attore teatrale italiano (Torino, n. 1771 - † 1843)
- Gaetano Benini, attore teatrale italiano (Bologna, n. 1809 - Savona, † 1888)
- Gaetano Casali, attore teatrale e drammaturgo italiano (Lucca - Firenze, † 1767)
- Gaetano Casanova, attore teatrale e ballerino italiano (Parma, n. 1697 - Venezia, † 1733)
- Gaetano Fiorio, attore teatrale e commediografo italiano (Verona, n. 1744 - Venezia, † 1807)
- Gaetano Perotti, attore teatrale e comico italiano (Piemonte - Brescia, † 1820)
- Gaetano Sbodio, attore teatrale e drammaturgo italiano (Milano, n. 1844 - Milano, † 1920)

## Avvocati(12)
- Gaetano Aneris, avvocato e politico italiano (Nuoro, n. 1893)
- Gaetano Baccari, avvocato e politico italiano (Tramonti, n. 1889)
- Gaetano Calvi, avvocato, giornalista e politico italiano (Mede, n. 1849 - Casale Monferrato, † 1915)
- Gaetano De Troia, avvocato e politico italiano (Lucera, n. 1805 - Lucera, † 1874)
- Gaetano Ferragni, avvocato e politico italiano (Colorno, n. 1887 - Cremona, † 1954)
- Gaetano Grandi, avvocato e politico italiano (Piacenza, n. 1893 - Piacenza, † 1973)
- Gaetano Majorana, avvocato, economista e politico italiano (Palermo, n. 1859 - Catania, † 1930)
- Gaetano Mancini, avvocato e politico italiano (Malito, n. 1923 - Cosenza, † 2012)
- Gaetano Messina, avvocato e politico italiano (Trapani, n. 1901 - Trapani, † 1971)
- Gaetano Pinali, avvocato italiano (Verona, n. 1759 - † 1846)
- Gaetano Scalini, avvocato e politico italiano (Como, n. 1816 - Como, † 1899)
- Gaetano Tibaldi, avvocato, militare e patriota italiano (Cremona, n. 1805 - Brescia, † 1888)

## Banchieri(1)
- Gaetano Bonoris, banchiere italiano (Brescia, n. 1861 - Montichiari, † 1923)

## Baritoni(3)
- Gaetano Ferri, baritono italiano (Parma, n. 1818 - Parigi, † 1881)
- Gaetano Ricciolini, baritono italiano (Firenze, n. 1778 - Rio de Janeiro, † 1845)
- Gaetano Viviani, baritono italiano (Terrasini, n. 1896 - Palermo, † 1954)

## Bassi(1)
- Gaetano Azzolini, basso italiano (Ferrara, n. 1876 - Roma, † 1928)

## Bibliografi(4)
- Gaetano Giordani, bibliografo e scrittore italiano (Budrio, n. 1800 - Bologna, † 1873)
- Gaetano Melzi, bibliografo italiano (Milano, n. 1783 - Milano, † 1851)
- Gaetano Moroni, bibliografo italiano (Roma, n. 1802 - Roma, † 1883)
- Gaetano Palazzotto, bibliografo italiano (Palermo, n. 1814 - Palermo, † 1859)

## Bibliotecari(1)
- Gaetano Gaspari, bibliotecario e compositore italiano (Bologna, n. 1807 - Bologna, † 1881)

## Biochimici(1)
- Gaetano Quagliariello, biochimico e politico italiano (Salerno, n. 1883 - Napoli, † 1957)

## Botanici(2)
- Gaetano Licopoli, botanico italiano (Acquaro, n. 1833 - Napoli, † 1897)
- Gaetano Nicodemi, botanico italiano (Penta, n. 1756 - Lione, † 1804)

## Briganti(2)
- Gaetano Mammone, brigante italiano (Sora, n. 1756 - Napoli, † 1802)
- Gaetano Manzo, brigante italiano (Acerno, n. 1837 - Flumeri, † 1873)

## Calciatori(29)
- Gaetano Castrovilli, calciatore italiano (Canosa di Puglia, n. 1997)
- Gaetano Cesana, calciatore italiano (Carate Brianza, n. 1910)
- Gaetano Colombo, calciatore italiano (Varese, n. 1907)
- Gaetano Conti, calciatore italiano (Palermo, n. 1919 - Palermo, † 2002)
- Gaetano De Marzo, calciatore italiano (Bari, n. 1903)
- Gaetano De Rosa, ex calciatore italiano (Düsseldorf, n. 1973)
- Gaetano Del Pezzo, calciatore, dirigente sportivo e arbitro di calcio italiano (Napoli, n. 1892 - Napoli, † 1970)
- Gaetano Gaeta, ex calciatore italiano (Bari, n. 1933)
- Gaetano Gallo, calciatore italiano (Torino, n. 1903 - † 1962)
- Gaetano Grieco, ex calciatore italiano (Napoli, n. 1982)
- Gaetano Grippi, calciatore italiano (Palermo, n. 1897 - Palermo, † 1936)
- Gaetano La Porta, calciatore italiano (Pescara, n. 1918)
- Gaetano Legnaro, ex calciatore italiano (Cartura, n. 1947)
- Gaetano Letizia, calciatore italiano (Napoli, n. 1990)
- Gaetano Lo Nero, ex calciatore italiano (Palermo, n. 1976)
- Gaetano Lupi, calciatore e allenatore di calcio italiano (Lugo, n. 1918 - Lugo, † 2001)
- Gaetano Manno, ex calciatore tedesco (Hagen, n. 1982)
- Gaetano Manzi, ex calciatore e allenatore di calcio italiano (Pompei, n. 1957)
- Gaetano Monachello, calciatore italiano (Agrigento, n. 1994)
- Gaetano Montaldo, calciatore italiano
- Gaetano Oristanio, calciatore italiano (Vallo della Lucania, n. 2002)
- Gaetano Pinto, calciatore italiano (Napoli, n. 1913 - Napoli, † 1994)
- Gaetano Ragusa, calciatore brasiliano (San Paolo, n. 1909 - San Paolo, † 1978)
- Gaetano Scirea, calciatore italiano (Cernusco sul Naviglio, n. 1953 - Babsk, † 1989)
- Gaetano Troja, calciatore e allenatore di calcio a 5 italiano (Palermo, n. 1944 - Palermo, † 2023)
- Gaetano Vasari, ex calciatore italiano (Palermo, n. 1970)
- Gaetano Vellani, calciatore italiano (Bomporto, n. 1924 - Modena, † 1996)
- Gaetano Vergazzola, calciatore e allenatore di calcio italiano (Fezzano, n. 1936 - Salerno, † 2012)
- Gaetano Ziliani, calciatore italiano (San Lazzaro Alberoni, n. 1904 - Solzago, † 1955)

## Cantanti(5)
- Christian, cantante italiano (Palermo, n. 1947)
- Tommy DeVito, cantante e musicista statunitense (Belleville, n. 1928 - Las Vegas, † 2020)
- Gaetano Ottani, cantante, pittore e scenografo italiano (Bologna - Torino, † 1801)
- Sir Oliver Skardy, cantante italiano (Venezia, n. 1959)
- Nino Soprano, cantante italiano (Napoli, n. 1941)

## Cantautori(3)
- Alessio, cantautore italiano (Napoli, n. 1983)
- Gaetano Curreri, cantautore, tastierista e compositore italiano (Bertinoro, n. 1952)
- Nino D'Angelo, cantautore, attore e regista italiano (Napoli, n. 1957)

## Cardinali(10)
- Gaetano Alimonda, cardinale e arcivescovo cattolico italiano (Genova, n. 1818 - Genova, † 1891)
- Gaetano Aloisi Masella, cardinale italiano (Pontecorvo, n. 1826 - Roma, † 1902)
- Gaetano Baluffi, cardinale e arcivescovo cattolico italiano (Ancona, n. 1788 - Imola, † 1866)
- Gaetano Bedini, cardinale e arcivescovo cattolico italiano (Senigallia, n. 1806 - Viterbo, † 1864)
- Gaetano Bisleti, cardinale italiano (Veroli, n. 1856 - Grottaferrata, † 1937)
- Gaetano Cicognani, cardinale, arcivescovo cattolico e diplomatico italiano (Brisighella, n. 1881 - Roma, † 1962)
- Gaetano De Lai, cardinale e vescovo cattolico italiano (Malo, n. 1853 - Roma, † 1928)
- Gaetano Fantuzzi, cardinale italiano (Gualdo, n. 1708 - Roma, † 1778)
- Gaetano de Ruggiero, cardinale italiano (Napoli, n. 1816 - Roma, † 1896)
- Gaetano Trigona e Parisi, cardinale e arcivescovo cattolico italiano (Piazza Armerina, n. 1767 - Palermo, † 1837)

## Chimici(2)
- Gaetano Di Modica, chimico italiano (Torino, n. 1922 - Torino, † 2014)
- Gaetano Magnanini, chimico italiano (Mirandola, n. 1866 - Modena, † 1950)

## Ciclisti su strada(4)
- Gaetano Baronchelli, ex ciclista su strada italiano (Ceresara, n. 1952)
- Gaetano Belloni, ciclista su strada e pistard italiano (Pizzighettone, n. 1892 - Milano, † 1980)
- Gaetano Caravaglia, ciclista su strada italiano (Alzate con Linduno, n. 1887)
- Gaetano Sarazin, ex ciclista su strada italiano (Ferrara, n. 1936)

## Circensi(1)
- Gaetano Ciniselli, circense italiano (Como, n. 1815 - San Pietroburgo, † 1881)

## Clarinettisti(1)
- Nino Farì, clarinettista e direttore artistico italiano (Surbo, n. 1925 - Lecce, † 2015)

## Comici(1)
- Gaetano Gennai, comico italiano (Messina, n. 1962)

## Compositori(19)
- Gaetano Amadeo, compositore e organista italiano (Porto Maurizio, n. 1824 - Nizza, † 1893)
- Gaetano Andreozzi, compositore italiano (Aversa, n. 1755 - Parigi, † 1826)
- Gaetano Braga, compositore e violoncellista italiano (Giulianova, n. 1829 - Milano, † 1907)
- Gaetano Brunetti, compositore e violinista spagnolo (Fano, n. 1744 - Colmenar de Oreja, † 1798)
- Gaetano Capocci, compositore e organista italiano (Roma, n. 1811 - Roma, † 1898)
- Gaetano Donizetti, compositore italiano (Bergamo, n. 1797 - Bergamo, † 1848)
- Gaetano Emanuel Calì, compositore, direttore d'orchestra e direttore di banda italiano (Catania, n. 1885 - Siracusa, † 1936)
- Gaetano Giani Luporini, compositore italiano (Lucca, n. 1936 - Barga, † 2022)
- Gaetano Greco, compositore e organista italiano (Napoli - Napoli, † 1728)
- Gaetano Lama, compositore italiano (Napoli, n. 1886 - Napoli, † 1950)
- Gaetano Latilla, compositore italiano (Bari, n. 1711 - Napoli, † 1788)
- Gaetano Manna, compositore italiano (Napoli, n. 1751 - Napoli, † 1804)
- Gaetano Marinelli, compositore italiano (Napoli, n. 1754)
- Gaetano Monti, compositore italiano (Napoli - Napoli)
- Gaetano Nava, compositore italiano (Milano, n. 1802 - † 1875)
- Gaetano Nave, compositore e organista italiano (Maserada sul Piave, n. 1787 - Treviso, † 1861)
- Gaetano Palloni, compositore italiano (Camerino, n. 1831 - Roma, † 1892)
- Totò Savio, compositore, arrangiatore e paroliere italiano (Napoli, n. 1937 - Roma, † 2004)
- Gaetano Veneziano, compositore italiano (Bisceglie, n. 1656 - Napoli, † 1716)

## Conduttori radiofonici(1)
- Gaetano Cappa, conduttore radiofonico, regista radiofonico e produttore televisivo italiano (Milano, n. 1969)

## Contrabbassisti(1)
- Gaetano Negri, contrabbassista e docente italiano (Napoli, n. 1832)

## Critici cinematografici(1)
- Tatti Sanguineti, critico cinematografico e giornalista italiano (Savona, n. 1946)

## Critici letterari(3)
- Gaetano Compagnino, critico letterario italiano (Militello in Val di Catania, n. 1939 - Catania, † 2004)
- Gaetano Mariani, critico letterario italiano (Roma, n. 1923 - Roma, † 1983)
- Gaetano Trombatore, critico letterario italiano (Siracusa, n. 1900 - Milano, † 1994)

## Danzatori(1)
- Gaetano Vestris, ballerino e coreografo francese (Firenze, n. 1729 - Parigi, † 1808)

## Decoratori(1)
- Gaetano Butera, decoratore, militare e partigiano italiano (Riesi, n. 1924 - Roma, † 1944)

## Diplomatici(3)
- Gaetano Cortese, diplomatico e ambasciatore italiano (Caltanissetta, n. 1942)
- Gaetano Del Pezzo, diplomatico e politico italiano (Napoli, n. 1833 - Napoli, † 1889)
- Gaetano Manzoni, diplomatico e politico italiano (Lugo, n. 1871 - Kandersteg, † 1937)

## Direttori d'orchestra(4)
- Gaetano Coronaro, direttore d'orchestra, pedagogo e compositore italiano (n. 1852 - † 1908)
- Guy Lombardo, direttore d'orchestra e violinista canadese (London, n. 1902 - Houston, † 1977)
- Gaetano Merola, direttore d'orchestra e pianista italiano (Napoli, n. 1881 - San Francisco, † 1953)
- Gaetano Zinetti, direttore d'orchestra italiano (Sanguinetto, n. 1873 - Sanguinetto, † 1911)

## Direttori della fotografia(1)
- Gaetano Ventimiglia, direttore della fotografia e calciatore italiano (Catania, n. 1888 - Roma, † 1974)

## Dirigenti d'azienda(1)
- Gaetano Miccichè, dirigente d'azienda e dirigente sportivo italiano (Palermo, n. 1950)

## Dirigenti sportivi(1)
- Gaetano Masucci, dirigente sportivo e ex calciatore italiano (Avellino, n. 1984)

## Discoboli(1)
- Gaetano Dalla Pria, ex discobolo e allenatore di atletica italiano (Montebello Vicentino, n. 1940)

## Disegnatori(1)
- Gaetano Sabatini, disegnatore e pittore italiano (Bologna, n. 1703 - Bologna, † 1734)

## Drammaturghi(4)
- Ghigo De Chiara, drammaturgo, critico letterario e sceneggiatore italiano (Tripoli, n. 1921 - Roma, † 1995)
- Gaetano Di Maio, commediografo e poeta italiano (Napoli, n. 1927 - Napoli, † 1991)
- Gaetano Polidori, drammaturgo, poeta e traduttore italiano (Bientina, n. 1763 - Londra, † 1853)
- Gaetano Ventriglia, drammaturgo e attore teatrale italiano (n. 1962)

## Editori(2)
- Gaetano Macchiaroli, editore e antifascista italiano (Teggiano, n. 1920 - Napoli, † 2005)
- Gaetano Poggiali, editore e bibliografo italiano (Livorno, n. 1753 - Livorno, † 1814)

## Esploratori(1)
- Gaetano Osculati, esploratore e naturalista italiano (Biassono, n. 1808 - Milano, † 1894)

## Fantini(1)
- Gaetano Bastianelli, fantino italiano (Siena, n. 1834 - Siena, † 1908)

## Filosofi(5)
- Gaetano Calabrò, filosofo italiano (Napoli, n. 1926)
- Gaetano Chiavacci, filosofo e pedagogista italiano (Foiano della Chiana, n. 1886 - Firenze, † 1969)
- Gaetano Jandelli, filosofo italiano (Civitella Casanova, n. 1827 - Civitella Casanova, † 1923)
- Gaetano Peretti, filosofo, attivista e politico italiano (Soave, n. 1924 - Verona, † 1992)
- Gaetano da Thiene, filosofo, medico e religioso italiano (Gaeta, n. 1387 - Padova, † 1465)

## Fisici(1)
- Gaetano Melandri Contessi, fisico italiano

## Fotografi(3)
- Gaetano D'Agata, fotografo italiano (n. 1883 - † 1949)
- Gaetano Mansi, fotografo italiano (Ravello, n. 1956)
- Gaetano Richelli, fotografo italiano (Verona, n. 1919 - Verona, † 2004)

## Fumettisti(4)
- Gaetano Cassaro, fumettista italiano (Licata, n. 1948)
- Tanino Liberatore, fumettista, illustratore e disegnatore italiano (Quadri, n. 1953)
- Nino Russo, fumettista italiano (Milano, n. 1960)
- Gaetano Vitelli, fumettista italiano

## Funzionari(2)
- Gaetano Gifuni, funzionario e politico italiano (Lucera, n. 1932 - Roma, † 2018)
- Gaetano Scavonetti, funzionario e politico italiano (Carlentini, n. 1876 - Roma, † 1957)

## Generali(6)
- Gaetano Giardino, generale e politico italiano (Montemagno, n. 1864 - Torino, † 1935)
- Gaetano Gobbo, generale italiano (Torino, n. 1840 - Torino, † 1923)
- Gaetano Angelo Antonio Maruccia, generale italiano (Taranto, n. 1957)
- Gaetano Tamborrino Orsini, generale, scrittore e poeta italiano (Minturno, n. 1921 - Perugia, † 1998)
- Gaetano Zauner, generale italiano (Palermo, n. 1962)
- Gaetano Zoppi, generale e dirigente sportivo italiano (Chiavari, n. 1850 - Roma, † 1948)

## Geografi(1)
- Gaetano Casati, geografo e esploratore italiano (Lesmo, n. 1838 - Monticello, † 1902)

## Geologi(2)
- Gaetano Giorgio Gemmellaro, geologo, paleontologo e politico italiano (Catania, n. 1832 - Palermo, † 1904)
- Gaetano Rovereto, geologo e geografo italiano (Mele, n. 1870 - Genova, † 1952)

## Giocatori di calcio a 5(1)
- Gaetano Colapietro, ex giocatore di calcio a 5 e ex calciatore italiano (Torino, n. 1963)

## Giornalisti(15)
- Gaetano Afeltra, giornalista e scrittore italiano (Amalfi, n. 1915 - Milano, † 2005)
- Gaetano Baldacci, giornalista e editore italiano (Messina, n. 1911 - Pavia, † 1971)
- Gaetano Campanile Mancini, giornalista, sceneggiatore e regista italiano (Napoli, n. 1868 - Roma, † 1942)
- Gaetano Carancini, giornalista, critico cinematografico e sceneggiatore italiano (Recanati, n. 1910 - Roma, † 1977)
- Gaetano Dentamaro, pubblicista italiano (Siracusa, n. 1962)
- Gaetano Pecoraro, giornalista e personaggio televisivo italiano (Palermo, n. 1984)
- Gaetano Polverelli, giornalista e politico italiano (Visso, n. 1886 - Anzio, † 1960)
- Gaetano Rizzuto, giornalista italiano (Salemi, n. 1949)
- Gaetano Savatteri, giornalista e scrittore italiano (Milano, n. 1964)
- Gaetano Scardocchia, giornalista e scrittore italiano (Campobasso, n. 1937 - New York, † 1993)
- Gaetano Scelba, giornalista e funzionario italiano (Locri, n. 1932 - Roma, † 2011)
- Gay Talese, giornalista e scrittore statunitense (Ocean City, n. 1932)
- Gaetano Tumiati, giornalista, scrittore e critico letterario italiano (Ferrara, n. 1918 - Milano, † 2012)
- Gaetano Zappalà, giornalista, scrittore e poeta italiano (Catania, n. 1931 - Catania, † 1993)
- Gaetano Zirardini, giornalista, sindacalista e politico italiano (Ravenna, n. 1857 - Milano, † 1931)

## Giuristi(12)
- Gaetano Arangio-Ruiz, giurista italiano (Milano, n. 1919 - Roma, † 2022)
- Gaetano Arangio-Ruiz, giurista italiano (Augusta, n. 1857 - Torino, † 1936)
- Gaetano Argento, giurista e magistrato italiano (Cosenza, n. 1661 - Napoli, † 1730)
- Gaetano Azzariti, giurista e politico italiano (Napoli, n. 1881 - Roma, † 1961)
- Gaetano Contento, giurista e avvocato italiano (Bari, n. 1930 - Bari, † 2001)
- Gaetano Filangieri, giurista e filosofo italiano (Cercola, n. 1752 - Vico Equense, † 1788)
- Gaetano Marré, giurista, giornalista e letterato italiano (Genova, n. 1771 - Genova, † 1825)
- Gaetano Morelli, giurista e magistrato italiano (Crotone, n. 1900 - Roma, † 1989)
- Gaetano Mosca, giurista, politico e politologo italiano (Palermo, n. 1858 - Roma, † 1941)
- Gaetano Semeraro, giurista italiano (Mottola, n. 1848 - Roma, † 1923)
- Gaetano Silvestri, giurista italiano (Patti, n. 1944)
- Gaetano Veneto, giurista e politico italiano (Bari, n. 1940)

## Hockeisti su ghiaccio(2)
- Gaetano Miglioranzi, ex hockeista su ghiaccio italiano (Thiene, n. 1963)
- Gaetano Orlando, ex hockeista su ghiaccio e allenatore di hockey su ghiaccio canadese (Montréal, n. 1962)

## Imprenditori(10)
- Gaetano Caltagirone, imprenditore italiano (Roma, n. 1929 - Roma, † 2010)
- Gaetano Cutrufo, imprenditore e dirigente sportivo italiano (Siracusa, n. 1971)
- Gaetano Facchi, imprenditore e politico italiano (Brescia, n. 1812 - Brescia, † 1895)
- Gaetano Falconi, imprenditore e politico italiano (Fermo, n. 1851 - Loreto, † 1925)
- Gaetano Graci, imprenditore italiano (Naro, n. 1927 - Catania, † 1996)
- Gaetano Lanfranchi, imprenditore e bobbista italiano (Palazzolo sull'Oglio, n. 1901 - Brescia, † 1983)
- Gaetano Magnolfi, imprenditore e filantropo italiano (Prato, n. 1786 - Prato, † 1867)
- Gaetano Marzotto, imprenditore e mecenate italiano (Valdagno, n. 1894 - Valdagno, † 1972)
- Gaetano Marzotto, imprenditore e politico italiano (Valdagno, n. 1820 - Valdagno, † 1910)
- Gaetano Saffioti, imprenditore italiano (Palmi, n. 1961)

## Incisori(2)
- Gaetano Cottafavi, incisore e disegnatore italiano (Correggio - Roma)
- Gaetano Vascellini, incisore italiano (Castel San Giovanni, n. 1745 - Firenze, † 1805)

## Ingegneri(13)
- Gaetano Becherucci, ingegnere e cartografo italiano (San Miniato, n. 1791)
- Gaetano Capasso, ingegnere italiano (Ottaviano, n. 1947 - Ottaviano, † 2016)
- Gaetano Castelfranchi, ingegnere e fisico italiano (Milano, n. 1892 - Lugano, † 1965)
- Gaetano Ciocca, ingegnere, inventore e saggista italiano (Garlasco, n. 1882 - Garlasco, † 1966)
- Gaetano Crugnola, ingegnere e scrittore italiano (Induno Olona, n. 1850 - Induno Olona, † 1910)
- Gaetano Fuardo, ingegnere e inventore italiano (Piazza Armerina, n. 1878 - Roma, † 1962)
- Gaetano Marschiczek, ingegnere italiano (Napoli, n. 1857 - Lecce, † 1924)
- Gaetano Minnucci, ingegnere e architetto italiano (Macerata, n. 1896 - Roma, † 1980)
- Gaetano Orzali, ingegnere e architetto italiano (Lucca, n. 1873 - Genova, † 1954)
- Gaetano Postiglione, ingegnere, sindacalista e politico italiano (Foggia, n. 1892 - Roma, † 1935)
- Gaetano Rappini, ingegnere italiano (Bologna, n. 1734 - † 1796)
- Gaetano Rebecchini, ingegnere, giornalista e politico italiano (Roma, n. 1924 - Roma, † 2020)
- Gaetano Rubinelli, ingegnere italiano (Verona, n. 1886 - Verona, † 1971)

## Latinisti(2)
- Gaetano Gigli, latinista, scrittore e poeta italiano (Mondavio, n. 1872 - Roma, † 1954)
- Gaetano Grano, latinista e letterato italiano (Messina, n. 1754 - Messina, † 1828)

## Letterati(3)
- Gaetano Emanuele Bava di San Paolo, letterato e scrittore italiano (Fossano, n. 1737 - Torino, † 1829)
- Gaetano Biondelli, letterato e poeta italiano (Piacenza - Piacenza)
- Gaetano Panazza, letterato, storico e critico d'arte italiano (Brescia, n. 1914 - Brescia, † 1996)

## Librettisti(1)
- Gaetano Rossi, librettista italiano (Verona, n. 1774 - Verona, † 1855)

## Linguisti(1)
- Gaetano Berruto, linguista italiano (Torino, n. 1946)

## Liutai(3)
- Gaetano Antoniazzi, liutaio italiano (Cremona, n. 1825 - Milano, † 1897)
- Jim Reed, liutaio italiano
- Gaetano e Pietro Sgarabotto, liutaio italiano (Vicenza, n. 1878 - † 1959)

## Mafiosi(8)
- Gaetano Badalamenti, mafioso italiano (Cinisi, n. 1923 - Ayer, † 2004)
- Gaetano Costa, mafioso e collaboratore di giustizia italiano (Messina)
- Tom Dragna, mafioso italiano (Corleone, n. 1889 - Los Angeles, † 1977)
- Gaetano Fidanzati, mafioso italiano (Palermo, n. 1935 - Milano, † 2013)
- Gaetano Lo Presti, mafioso italiano (Palermo, n. 1956 - Palermo, † 2008)
- Gaetano Reina, mafioso italiano (Corleone, n. 1889 - New York, † 1930)
- Gaetano Riina, mafioso italiano (Corleone, n. 1933 - Mazara del Vallo, † 2024)
- Gaetano Vastola, mafioso statunitense (Brooklyn, n. 1928)

## Magistrati(2)
- Gaetano Cosentino, magistrato e politico italiano (Lauria, n. 1880 - Roma, † 1952)
- Gaetano Curtis, magistrato e scrittore italiano (Cervaro, n. 1866 - Alatri, † 1944)

## Matematici(4)
- Gaetano Fazzari, matematico italiano (Tropea, n. 1856 - Messina, † 1935)
- Gaetano Fichera, matematico italiano (Acireale, n. 1922 - Roma, † 1996)
- Gaetano Giorgini, matematico, ingegnere e politico italiano (Montignoso, n. 1795 - Firenze, † 1874)
- Gaetano Marzagaglia, matematico e presbitero italiano (Chiampo, n. 1716 - Verona, † 1787)

## Medici(18)
- Gaetano Azzolina, medico, cardiochirurgo e politico italiano (Riesi, n. 1931 - Sarzana, † 2023)
- Gaetano Basile, medico e igienista italiano (Randazzo, n. 1864 - † 1952)
- Gaetano Benedini, medico e militare italiano (Asola, n. 1830 - Firenze, † 1868)
- Gaetano Cutore, medico e anatomista italiano (Paternò, n. 1869 - Catania, † 1955)
- Gaetano Ferragni, medico, chirurgo e patriota italiano (Cremona, n. 1813 - Cremona, † 1874)
- Gaetano La Loggia, medico e politico italiano (Palermo, n. 1808 - Palermo, † 1889)
- Gaetano Palloni, medico italiano (Montevarchi, n. 1766 - Livorno, † 1830)
- Gaetano Perusini, medico italiano (Udine, n. 1879 - Cormons, † 1915)
- Gaetano Pieraccini, medico e politico italiano (Poggibonsi, n. 1864 - Firenze, † 1957)
- Gaetano Pini, medico, igienista e educatore italiano (Livorno, n. 1846 - Milano, † 1887)
- Gaetano Ronzoni, medico italiano (Seregno, n. 1878 - Milano, † 1940)
- Gaetano Rummo, medico e politico italiano (Benevento, n. 1853 - Napoli, † 1917)
- Gaetano Salvatore, medico italiano (Accadia, n. 1932 - Napoli, † 1997)
- Gaetano Strambio, medico italiano (Cislago, n. 1752 - Milano, † 1831)
- Gaetano Tacconi, medico e anatomista italiano (Bologna, n. 1689 - Bologna, † 1782)
- Gaetano Gaspare Uttini, medico italiano (n. 1737 - † 1817)
- Gaetano Vinci, medico e politico italiano (Messina, n. 1869)
- Gaetano Zappalà, medico e chirurgo italiano (Trecastagni, n. 1905 - Roma, † 1992)

## Militari(21)
- Gaetano Afan de Rivera, militare italiano (Palermo, n. 1816 - Trieste, † 1870)
- Gaetano Alberti, militare italiano (Mormanno, n. 1878 - Castelnuovo del Carso, † 1915)
- Gaetano Aliperta, militare e aviatore italiano (Somma Vesuviana, n. 1896 - Somma Vesuviana, † 1986)
- Gaetano Amoroso, militare italiano (Roccalumera, n. 1893 - Roma, † 1975)
- Gaetano Arezzo della Targia, militare italiano (Siracusa, n. 1911 - Malta, † 1942)
- Gaetano Battaglia, militare e politico italiano (Milano - Smolensk, † 1812)
- Gaetano Borghi, militare italiano (Milano, n. 1917)
- Gaetano Carolei, militare italiano (Napoli, n. 1896 - Roma, † 1974)
- Gaetano Arturo Crocco, ufficiale e ingegnere aeronautico italiano (Napoli, n. 1877 - Roma, † 1968)
- Gaetano Dadomo, militare italiano (Fiorenzuola d'Arda, n. 1915 - Genova, † 1943)
- Gaetano Dall'Oro, militare italiano (Lodi, n. 1913 - Beghemeder, † 1937)
- Gaetano De Rosa, militare italiano (La Maddalena, n. 1914 - Muriet Zurià Muhui, † 1938)
- Gaetano Devitofrancesco, militare e aviatore italiano (Grumo Appula, n. 1912 - Radama, † 1936)
- Gaetano Franco, militare italiano (Grumo Appula, n. 1912 - Dannò -Moché, † 1937)
- Gaetano Gaslini, militare italiano (Sesto San Giovanni, n. 1874 - Adua, † 1896)
- Gaetano Giovannetti, militare italiano (Civitella di Romagna, n. 1895 - Scitol Mataviè, † 1937)
- Gaetano Magliano, militare italiano (Lerici, n. 1822 - † 1877)
- Gaetano Negri, militare, storico e critico letterario italiano (Milano, n. 1838 - Varazze, † 1902)
- Gaetano Sacchi, militare e patriota italiano (Pavia, n. 1824 - Roma, † 1886)
- Gaetano Spiller, militare e politico italiano (Mantova, n. 1871 - Milano, † 1953)
- Gaetano Tavoni, militare italiano (Vignola, n. 1889 - Roma, † 1941)

## Missionari(1)
- Gaetano Pasotti, missionario e vescovo cattolico italiano (Pinerolo, n. 1890 - Bangkok, † 1950)

## Musicisti(2)
- Gaetano Ciandelli, musicista, violoncellista e insegnante italiano (Napoli, n. 1801 - Napoli, † 1865)
- James Senese, musicista, sassofonista e compositore italiano (Napoli, n. 1945)

## Musicologi(1)
- Gaetano Cesari, musicologo, critico musicale e bibliotecario italiano (Cremona, n. 1870 - Sale Marasino, † 1934)

## Naturalisti(2)
- Gaetano Savi, naturalista italiano (Firenze, n. 1769 - Pisa, † 1844)
- Gaetano de Bottis, naturalista italiano (Torre del Greco, n. 1721 - Napoli, † 1790)

## Navigatori(1)
- Gaetano Mura, navigatore e velista italiano (Cala Gonone, n. 1968)

## Neurologi(1)
- Gaetano Boschi, neurologo italiano (Padova, n. 1882 - Bologna, † 1969)

## Nobili(9)
- Gaetano di Borbone-Parma, nobile italiano (Capezzano Pianore, n. 1905 - Mandelieu-la-Napoule, † 1958)
- Angelo Borbonese, nobile italiano (Torino, n. 1802 - Torino, † 1871)
- Gaetano Francesco Caetani, IX duca di Sermoneta, nobile italiano (Palermo, n. 1656 - Caserta, † 1716)
- Gaetano Cottone, principe di Castelnuovo, nobile e politico italiano (Palermo, n. 1714 - Palermo, † 1803)
- Gaetano Filangieri, principe di Satriano, nobile, storico dell'arte e collezionista d'arte italiano (Napoli, n. 1824 - Napoli, † 1892)
- Gaetano Gambacorta, nobile italiano (n. 1657 - Vienna, † 1703)
- Gaetano Parente, V principe di Castel Viscardo, nobile italiano (Aversa, n. 1909 - Capri, † 1976)
- Gaetano Paternò di Manchi di Bilici, nobile e diplomatico italiano (Catania, n. 1879 - Roma, † 1949)
- Gaetano I Sessi, nobile italiano (Rolo, † 1776)

## Numismatici(1)
- Gaetano Cattaneo, numismatico e poeta italiano (Soncino, n. 1771 - Milano, † 1841)

## Organari(1)
- Gaetano Callido, organaro italiano (Este, n. 1727 - Venezia, † 1813)

## Organisti(2)
- Gaetano Foschini, organista, compositore e direttore d'orchestra italiano (Polesella, n. 1836 - Torino, † 1908)
- Gaetano Valeri, organista e compositore italiano (Padova, n. 1760 - Padova, † 1822)

## Pallanuotisti(1)
- Gaetano Baviera, pallanuotista italiano (Salerno, n. 1998)

## Parolieri(2)
- Gae Capitano, paroliere, compositore e arrangiatore italiano (Torino, n. 1965)
- Gaetano Lorefice, paroliere italiano (Gela)

## Partigiani(2)
- Gaetano Costa, partigiano e magistrato italiano (Caltanissetta, n. 1916 - Palermo, † 1980)
- Gaetano Forte, partigiano italiano (Napoli, n. 1919 - Roma, † 1944)

## Patologi(1)
- Gaetano Fichera, patologo e dirigente sportivo italiano (Catania, n. 1880 - Milano, † 1935)

## Patrioti(8)
- Gaetano Abela, patriota italiano (Siracusa, n. 1778 - Palermo, † 1826)
- Gaetano Bichi, patriota e politico italiano (Pietrasanta, n. 1810 - † 1868)
- Gaetano Del Giudice, patriota e politico italiano (San Gregorio Matese, n. 1816 - Apricena, † 1880)
- Gaetano Marotta, patriota e politico italiano (Trecchina, n. 1775 - Napoli, † 1854)
- Gaetano Semenza, patriota, politico e imprenditore italiano (Sant'Angelo Lodigiano, n. 1825 - Milano, † 1882)
- Gaetano Strigelli, patriota italiano (n. 1801 - † 1862)
- Gaetano Tognetti, patriota e rivoluzionario italiano (Roma, n. 1844 - Roma, † 1868)
- Gaetano Zuliani, patriota italiano (Venezia, n. 1826 - † 1868)

## Pedagogisti(1)
- Gaetano Corticelli, pedagogo, pianista e compositore italiano (Bologna, n. 1804 - Bologna, † 1840)

## Piloti automobilistici(1)
- Gaetano Starrabba, ex pilota automobilistico italiano (Palermo, n. 1932)

## Pittori(47)
- Gaetano Alemani, pittore e scenografo italiano (Bologna, n. 1728 - † 1782)
- Gaetano Bellei, pittore italiano (Modena, n. 1857 - Modena, † 1922)
- Gaetano Bertolani, pittore e decoratore italiano (Mantova, n. 1758 - Faenza, † 1856)
- Gaetano Bianchi, pittore e restauratore italiano (Firenze, n. 1819 - Firenze, † 1892)
- Gaetano Bonsignore, pittore italiano (Barcellona Pozzo di Gotto - Barcellona Pozzo di Gotto)
- Gaetano Brundu, pittore italiano (Cagliari, n. 1936 - Cagliari, † 2015)
- Gaetano Callani, pittore e scultore italiano (Parma, n. 1736 - Parma, † 1809)
- Gaetano Capone, pittore italiano (Maiori, n. 1845 - Maiori, † 1924)
- Gaetano Caponeri, pittore e decoratore italiano (Bologna - Bologna, † 1833)
- Gaetano Castelli, pittore e scenografo italiano (Roma, n. 1938)
- Gaetano Chierici, pittore e politico italiano (Reggio nell'Emilia, n. 1838 - Reggio nell'Emilia, † 1920)
- Gaetano Costalonga, pittore italiano (Zanè, n. 1726 - Thiene, † 1816)
- Gaetano Cresseri, pittore italiano (Brescia, n. 1870 - Brescia, † 1933)
- Gaetano D'Agostino, pittore e scultore italiano (Salerno, n. 1837 - Napoli, † 1914)
- Gaetano Dardanone, pittore italiano (Milano, n. 1688 - Milano, † 1760)
- Cayetano Descalzi, pittore italiano (Genova, n. 1809 - Buenos Aires, † 1866)
- Gaetano Domenichini, pittore e incisore italiano (Ferrara, n. 1786 - Ferrara, † 1864)
- Gaetano Dura, pittore e litografo italiano (Cassano all'Ionio, n. 1805 - Napoli, † 1878)
- Gaetano Esposito, pittore italiano (Salerno, n. 1858 - Sala Consilina, † 1911)
- Gaetano Fasanotti, pittore italiano (Milano, n. 1831 - Milano, † 1882)
- Gaetano Ferri, pittore e architetto italiano (Bologna, n. 1822 - Oneglia, † 1896)
- Gaetano Ferri, pittore italiano
- Gaetano Forte, pittore italiano (Salerno, n. 1790 - Napoli, † 1871)
- Gaetano Gallino, pittore italiano (Genova, n. 1804 - Genova, † 1884)
- Gaetano Gandolfi, pittore italiano (San Matteo della Decima, n. 1734 - Bologna, † 1802)
- Gaetano Ghidetti, pittore, scenografo e architetto italiano (Parma, n. 1723 - Parma, † 1793)
- Gaetano Gigante, pittore e incisore italiano (Napoli, n. 1770 - † 1840)
- Gaetano Lapis, pittore italiano (Cagli, n. 1706 - Roma, † 1773)
- Gaetano Lodi, pittore italiano (Crevalcore, n. 1830 - Bologna, † 1886)
- Gaetano Marinelli, pittore italiano (Siena, n. 1835 - Siena, † 1924)
- Gaetano Martoriello, pittore italiano (Napoli, n. 1673 - Napoli, † 1723)
- Gaetano Mercurio, pittore italiano (Palermo, n. 1730 - † 1790)
- Gaetano Miolato, pittore italiano (Verona, n. 1885 - Verona, † 1965)
- Gaetano Orlandi, pittore italiano (Bologna)
- Gaetano Palmaroli, pittore e incisore italiano (Fermo, n. 1800 - Madrid, † 1853)
- Gaetano Perego, pittore italiano (Torino, † 1783)
- Gaetano Peverada, pittore italiano (Ponte San Pietro, n. 1742 - Ponte San Pietro, † 1819)
- Gaetano Piattoli, pittore italiano (Ferrara, n. 1703 - Roma, † 1774)
- Gaetano Pompa, pittore, scultore e incisore italiano (Forenza, n. 1933 - Ansedonia, † 1998)
- Gaetano Previati, pittore italiano (Ferrara, n. 1852 - Lavagna, † 1920)
- Gaetano Sabatelli, pittore italiano (Firenze, n. 1820 - Milano, † 1893)
- Gaetano Serrazanetti, pittore italiano (Sant'Agata Bolognese, n. 1807 - Anzola dell'Emilia, † 1862)
- Gaetano Spinelli, pittore italiano (Bitonto, n. 1877 - Firenze, † 1945)
- Gaetano Tanzi, pittore italiano (Genova, n. 1918 - Genova, † 2017)
- Gaetano Vannicola, pittore e architetto italiano (Offida, n. 1859 - Grottammare, † 1923)
- Gaetano Zompini, pittore e incisore italiano (Nervesa, n. 1700 - Venezia, † 1778)
- Gaetano de Martini, pittore italiano (Benevento, n. 1840 - Napoli, † 1917)

## Poeti(5)
- Gaetano Arcangeli, poeta italiano (Bologna, n. 1910 - Bologna, † 1970)
- Gaetano Ardizzoni, poeta e scrittore italiano (Catania, n. 1836 - Catania, † 1924)
- Gaetano Canelles, poeta e magistrato italiano (Cagliari, n. 1876 - Cagliari, † 1942)
- Gaetano Diamente, poeta italiano (Bojano, n. 1821 - Bojano, † 1877)
- Gaetano Montedoro, poeta e letterato italiano (Venosa, n. 1848 - Bari, † 1935)

## Poliziotti(2)
- Gaetano Cappiello, poliziotto italiano (Ercolano, n. 1947 - Palermo, † 1975)
- Gaetano Collotti, poliziotto italiano (Castelbuono, n. 1917 - Mignagola, † 1945)

## Presbiteri(12)
- Gaetano Baccari, presbitero e bibliotecario italiano (Lendinara, n. 1752 - Roma, † 1839)
- Gaetano Barbati, presbitero italiano (Napoli, n. 1804 - Napoli, † 1882)
- Gaetano Carlucci, presbitero, teologo e missionario italiano (Melfi, n. 1834 - Córdoba, † 1900)
- Gaetano Catanoso, presbitero e santo italiano (Chorio di San Lorenzo, n. 1879 - Reggio Calabria, † 1963)
- Gaetano Errico, presbitero italiano (Secondigliano, n. 1791 - Secondigliano, † 1860)
- Gaetano Mauro, presbitero italiano (Rogliano, n. 1888 - Montalto Uffugo, † 1969)
- Gaetano Petrotta, presbitero, filologo e linguista italiano (Piana degli Albanesi, n. 1882 - Piana degli Albanesi, † 1952)
- Gaetano Piccinini, presbitero italiano (Avezzano, n. 1904 - Roma, † 1972)
- Gaetano Sanseverino, presbitero, teologo e filosofo italiano (Napoli, n. 1811 - Napoli, † 1865)
- Gaetano Savasta, presbitero, storico e scrittore italiano (Paternò, n. 1865 - Catania, † 1922)
- Gaetano Tantalo, presbitero italiano (Villavallelonga, n. 1905 - Tagliacozzo, † 1947)
- Gaetano Thiene, presbitero italiano (Vicenza, n. 1480 - Napoli, † 1547)

## Principi(4)
- Gaetano I Boncompagni Ludovisi, principe (Isola del Liri, n. 1706 - Roma, † 1777)
- Gaetano di Borbone-Due Sicilie, principe (Caserta, n. 1846 - Lucerna, † 1871)
- Gaetano II Sforza Cesarini, V principe di Genzano, principe e presbitero italiano (Roma, n. 1728 - Roma, † 1776)
- Gaetano I Sforza Cesarini, II principe di Genzano, principe italiano (Roma, n. 1674 - Roma, † 1727)

## Produttori cinematografici(2)
- Gaetano Daniele, produttore cinematografico italiano (Nocera Inferiore, n. 1956)
- Giuliani G. De Negri, produttore cinematografico e sceneggiatore italiano (Genova, n. 1924 - Roma, † 1992)

## Psichiatri(1)
- Gaetano Benedetti, psichiatra, psicoterapeuta e psicoanalista italiano (Catania, n. 1920 - Basilea, † 2013)

## Psicologi(2)
- Gaetano De Leo, psicologo italiano (Pola, n. 1940 - Roma, † 2006)
- Gaetano Kanizsa, psicologo e pittore italiano (Trieste, n. 1913 - Trieste, † 1993)

## Pugili(2)
- Gaetano Caso, ex pugile e arbitro di pugilato italiano (Torre Annunziata, n. 1959)
- Gaetano Nespro, ex pugile italiano (Torre Annunziata, n. 1980)

## Rapper(1)
- Jeyz, rapper tedesco (Francoforte sul Meno, n. 1979)

## Registi(2)
- Gaetano Di Vaio, regista, produttore cinematografico e sceneggiatore italiano (Napoli, n. 1968 - Giugliano in Campania, † 2024)
- Gaetano Morbioli, regista italiano (Verona, n. 1967)

## Religiosi(4)
- Gaetano Capasso, religioso e scrittore italiano (Cardito, n. 1927 - Cardito, † 1998)
- Gaetano Maria Garrasi, religioso e arcivescovo cattolico italiano (Catania, n. 1727 - Messina, † 1817)
- Gaetano Maria Travasa, religioso e storico italiano (Bassano del Grappa, n. 1698 - Venezia, † 1774)
- Gaetano Volpi, religioso, editore e scrittore italiano (Padova, n. 1689 - Padova, † 1761)

## Rivoluzionari(1)
- Gaetano Marino, rivoluzionario, anarchico e antifascista italiano (Salemi, n. 1892 - Palermo, † 1943)

## Saggisti(3)
- Gaetano Allotta, saggista italiano (Belmonte Mezzagno, n. 1930)
- Gaetano Frisoni, saggista italiano (Genova, n. 1861 - † 1929)
- Gaetano Vincenzo Vicari, saggista italiano (Caltagirone, n. 1959)

## Sassofonisti(1)
- Gaetano Partipilo, sassofonista italiano (Bari, n. 1974)

## Scienziati(3)
- Gaetano Cioni, scienziato, filologo e politico italiano (Firenze, n. 1760 - Firenze, † 1851)
- Gaetano Lanza, scienziato statunitense (Boston, n. 1848 - Filadelfia, † 1928)
- Gaetano de Lucretiis, scienziato italiano (San Severo, n. 1745 - San Severo, † 1817)

## Scrittori(9)
- Gaetano Arcieri, scrittore e poeta italiano (Castelluccio Superiore, n. 1794 - Latronico, † 1867)
- Gaetano Cappelli, scrittore e germanista italiano (Potenza, n. 1954)
- Gaetano Carlo Chelli, romanziere italiano (Massa, n. 1847 - Roma, † 1904)
- Gaetano Corrado, scrittore italiano (Parete, n. 1869 - Aversa, † 1963)
- Gaetano Cosentini, scrittore, giornalista e politico italiano (Crotone, n. 1825 - Napoli, † 1915)
- Gaetano Crespi, scrittore e poeta italiano (Busto Arsizio, n. 1852 - Milano, † 1913)
- Gaetano Pitta, scrittore e giornalista italiano (Lucera, n. 1857 - Roma, † 1950)
- Gaetano Testa, scrittore, poeta e pittore italiano (Mistretta, n. 1935)
- Gaetano Trezza, scrittore e filologo italiano (Verona, n. 1828 - Firenze, † 1892)

## Scultori(13)
- Gaetano Cellini, scultore e pittore italiano (Ravenna, n. 1873 - Torino, † 1937)
- Gaetano Chiaromonte, scultore e pittore italiano (Salerno, n. 1872 - Napoli, † 1962)
- Gaetano Davia, scultore, restauratore e decoratore italiano (Ferrara, n. 1810 - Ferrara, † 1891)
- Gaetano Galvani, scultore italiano (Ospitale di Bondeno, n. 1868 - Roma, † 1945)
- Gaetano Martinez, scultore italiano (Galatina, n. 1892 - Roma, † 1951)
- Gaetano Matteo Monti, scultore italiano (Ravenna, n. 1776 - Milano, † 1847)
- Gaetano Orsolini, scultore, incisore e medaglista italiano (Montegiorgio, n. 1884 - Torino, † 1954)
- Gaetano Patalano, scultore italiano (Lacco Ameno, n. 1655)
- Gaetano Pennino, scultore italiano (Palermo - Roma)
- Gaetano Pesce, scultore, designer e architetto italiano (La Spezia, n. 1939 - New York, † 2024)
- Gaetano Russo, scultore italiano (Messina, n. 1847 - Messina, † 1908)
- Gaetano Samoggia, scultore e decoratore italiano (Bologna, n. 1870 - Bologna, † 1950)
- Gaetano Susali, scultore italiano (Venezia, n. 1697 - Venezia, † 1779)

## Siepisti(1)
- Gaetano Erba, ex siepista e ex mezzofondista italiano (n. 1960)

## Sindacalisti(1)
- Gaetano Barbareschi, sindacalista e politico italiano (Genova, n. 1889 - Genova, † 1963)

## Sollevatori(1)
- Gaetano Tosto, ex sollevatore italiano (Catania, n. 1948)

## Statistici(2)
- Gaetano Pietra, statistico e politico italiano (Castiglione delle Stiviere, n. 1879 - Villanova dello Judrio, † 1961)
- Gaetano Zingali, statistico, economista e politico italiano (Francofonte, n. 1894 - Catania, † 1975)

## Stilisti(1)
- Gai Mattiolo, stilista italiano (Roma, n. 1968)

## Storici(11)
- Gaetano Badii, storico e bibliotecario italiano (Massa Marittima, n. 1867 - Massa Marittima, † 1937)
- Gaetano Caporale, storico italiano (Acerra, n. 1815 - Acerra, † 1899)
- Gaetano Cingari, storico e politico italiano (Reggio Calabria, n. 1926 - Padova, † 1994)
- Gaetano Mario Columba, storico e politico italiano (Sortino, n. 1861 - Palermo, † 1947)
- Gaetano Cozzi, storico italiano (Zero Branco, n. 1922 - Venezia, † 2001)
- Gaetano De Sanctis, storico, politico e antifascista italiano (Roma, n. 1870 - Roma, † 1957)
- Gaetano Di Giovanni, storico e politico italiano (Casteltermini, n. 1831 - Noto, † 1912)
- Gaetano Falzone, storico italiano (Palermo, n. 1912 - Palermo, † 1984)
- Gaetano Millunzi, storico, letterato e presbitero italiano (Monreale, n. 1859 - Monreale, † 1920)
- Gaetano Salvemini, storico, politico e antifascista italiano (Molfetta, n. 1873 - Sorrento, † 1957)
- Gaetano Valente, storico e presbitero italiano (Terlizzi, n. 1919 - Terlizzi, † 2013)

## Storici dell'arte(2)
- Gaetano Ballardini, storico dell'arte italiano (Faenza, n. 1878 - Faenza, † 1953)
- Gaetano Milanesi, storico dell'arte e paleografo italiano (Siena, n. 1813 - Firenze, † 1895)

## Tennisti(1)
- Gaetano Di Maso, ex tennista italiano (Napoli, n. 1945)

## Tenori(4)
- Gaetano Bardini, tenore italiano (Riparbella, n. 1926 - Cecina, † 2017)
- Gaetano Crivelli, tenore italiano (Brescia, n. 1768 - Brescia, † 1836)
- Gaetano Fraschini, tenore italiano (Pavia, n. 1816 - Napoli, † 1887)
- Gaetano Pini-Corsi, tenore italiano (Zara, n. 1865 - Milano, † 1935)

## Trombettisti(1)
- Gaetano Gimelli, trombettista italiano (Portofino, n. 1905 - Pecetto Torinese, † 1990)

## Vescovi cattolici(10)
- Gaetano Maria Avarna, vescovo cattolico italiano (Messina, n. 1758 - Messina, † 1841)
- Gaetano Benaglia, vescovo cattolico italiano (Bergamo, n. 1768 - Lodi, † 1868)
- Gaetano Blandini, vescovo cattolico italiano (Palagonia, n. 1834 - Canicattì, † 1898)
- Gaetano Bonanno, vescovo cattolico italiano (Siracusa, n. 1728 - † 1806)
- Gaetano De Cicco, vescovo cattolico italiano (Napoli, n. 1880 - Napoli, † 1962)
- Gaetano Di Pierro, vescovo cattolico e missionario italiano (Orta Nova, n. 1948)
- Gaetano Camillo Guindani, vescovo cattolico italiano (Cremona, n. 1834 - Bergamo, † 1904)
- Gaetano Michetti, vescovo cattolico italiano (Corridonia, n. 1922 - Corridonia, † 2007)
- Gaetano Müller, vescovo cattolico italiano (Napoli, n. 1850 - Gallipoli, † 1935)
- Gaetano Zuanelli, vescovo cattolico italiano (Venezia, n. 1673 - Belluno, † 1736)

## Violinisti(3)
- Gaetano Fusella, violinista e compositore italiano (Napoli, n. 1876 - Napoli, † 1973)
- Gaetano Mattioli, violinista, direttore d'orchestra e compositore italiano (Venezia, n. 1750 - † 1815)
- Gaetano Pugnani, violinista e compositore italiano (Torino, n. 1731 - Torino, † 1798)

## Senza attività specificata(7)
- Gaetano Berenstadt, cantante castrato italiano (Firenze, n. 1687 - Firenze, † 1734)
- Caffarelli, cantante castrato italiano (Bitonto, n. 1710 - Napoli, † 1783)
- Gaetano Carito, tecnico del suono italiano (Squillace, n. 1951)
- Gaetano Guadagni, cantante castrato italiano (Lodi, n. 1728 - Padova, † 1792)
- Gaetano Ponte, vulcanologo italiano (Palagonia, n. 1876 - Transacqua, † 1955)
- Gaetano Santangelo, burattinaio italiano (Roma, n. 1782 - Roma, † 1832)
- Gaetano Scala, ex pentatleta e attore italiano (Vico Equense, n. 1932)